# Ora Hotels-Carrera
Ora Hotels-Carrera (código UCI: OHT), fue un equipo ciclista profesional húngaro, aunque parte de su estructura era italiana.
Fundado en 2006, estuvo dentro de la categoría Continental desde su creación hasta la temporada 2011. Posteriormente se recalificó como amateur.
La última temporada como profesional, era patrocinado por la cadena de hoteles italiana Ora y el fabricante de bicicletas Carrera.

## Material ciclista
El equipo utilizó bicicletas Carrera. Anteriormente utilizó bicicletas Olmo.

## Clasificaciones UCI
A partir de 2005 la UCI instauró los Circuitos Continentales UCI, donde el equipo ha estado participando desde su fundación en 2006 principalmente en las carreras del UCI Europe Tour. Las clasificaciones del equipo y de su ciclista más destacado fueron las que siguen:

### UCI Europe Tour
| Temporada | Clasificación por equipos | Mejor corredor    | Posición |
| 2005-2006 | 68.º                      | Zoltan Remak      | 221.º    |
| 2006-2007 | 34.º                      | Žolt Der          | 68.º     |
| 2007-2008 | 24º                       | Péter Kusztor     | 49.º     |
| 2008-2009 | 50.º                      | Istvan Cziraki    | 136.º    |
| 2009-2010 | 86.º                      | Adriano Angeloni  | 644.º    |
| 2010-2011 | 75.º                      | Krisztián Lovassy | 147.º    |

### UCI America Tour
| Temporada | Clasificación por equipos | Mejor corredor  | Posición |
| 2008-2009 | 26.º                      | Honorio Machado | 111.º    |
| 2010-2011 | 15º                       | Mauro Richeze   | 103.º    |

## Plantilla

### Plantilla 2011
| Nombre                 | Nacimiento | Nacionalidad | Equipo 2010                          |
| Adriano Angeloni       | 31/01/1983 | Italia       | Tecnofilm-Betonexpressz 2000         |
| Bendeguz Bernard       | 15/02/1988 | Hungría      | Neoprofesional                       |
| Simone Boifava         | 26/07/1985 | Italia       | Neoprofesional                       |
| Rida Cador             | 25/03/1981 | Hungría      | Tecnofilm-Betonexpressz 2000         |
| Istvan Cziraki         | 21/06/1986 | Hungría      | Atlas-Personal-BMC                   |
| Miklos Durucz          | 13/03/1991 | Hungría      | Neoprofesional                       |
| Luca Fioretti          | 06/03/1984 | Italia       | Centri della Calzatura (en 2009)     |
| Krisztián Lovassy      | 23/06/1988 | Hungría      | Tecnofilm-Betonexpressz 2000         |
| Alessandro Malaguti    | 22/09/1987 | Italia       | Neoprofesional                       |
| Walter Proch           | 17/02/1984 | Italia       | Tecnofilm-Betonexpressz 2000         |
| David Puskas           | 28/10/1988 | Hungría      | Tecnofilm-Betonexpressz 2000         |
| Mauro Richeze          | 07/12/1985 | Argentina    | CSF Group-Navigare (en 2009)         |
| Roberto Richeze        | 25/10/1981 | Argentina    | Tecnofilm-Betonexpressz 2000         |
| Emanuele Rizza         | 08/02/1984 | Italia       | Betonexpressz 2000-Limonta (en 2009) |
| Peter Simon            | 14/10/1991 | Hungría      | Tecnofilm-Betonexpressz 2000         |
| Marton Solymosi        | 24/04/1990 | Hungría      | Neoprofesional                       |
| Walter Gastón Trillini | 25/01/1991 | Argentina    | Neoprofesional                       |

## Palmarés

### Palmarés 2011
| Fechas      | Carreras                                   | Ganador             |
| 19 de abril | 5ª etapa de la Vuelta Ciclista del Uruguay | Alessandro Malaguti |
| 20 de abril | 6ª etapa de la Vuelta Ciclista del Uruguay | Mauro Richeze       |
| 23 de abril | Bania Luka-Belgrado l                      | Krisztián Lovassy   |
| 8 de junio  | 5ª etapa Tour de Rumania                   | Krisztián Lovassy   |
| 26 de junio | Campeonato de Hungría en Ruta              | Rida Cador          |